# Gitta Saxx
Gitta Ilona Saxx (n. 22 ianuarie 1965, Überlingen de la Bodensee; de fapt Gitta Sack) este o actriță și un fotomodel german.

## Date biografice
Gitta Ilona Saxx este fiica unei educatoare de grădiniță și a unui student din Maroc. Ea a copilărit în Schramberg, un oraș din munții Pădurea Neagră. Pentru a putea urma școala de optică medicală, s-a mutat la Stuttgart. În urma unei ședințe de fotografie organizată de revista Playboy, ea va fi aleasă de public ca Playmate a anului. Ea devine cunoscută pe plan internațional în urma unei campanii organizate de firma Kodak pe insulele Seychelles. Gitta Saxx renunță la cariera de opticiană, se mută la München pentru a se dedica exclusiv carieriei de fotomodel. Ea va face reclamă pentru lenjerie intimă, organizate de firmele Lancaster Monaco, Marbert, Margaret Astor. Gitta Saxx va apare copertele revistelor Stern, Freundin, Brigitte etc. Pe lângă acestea ea face reclamă pentru firmele Douglas, C&A și apare în clipuri muzicale ale formațiilor Toten Hosen, Tom Novy și joacă roluri diferite în seriale TV ca: Unter uns și filmul  "Mädchen Nr.1" realizat de postul de televiziune ProSieben. În anul 2000 este realeasă de public ca Playmate a secolului între timp ea apare ca moderatoare și expertă în Blitz, Taff, MAX TV, Fit for Fun.
Gitta Saxx este angajată și în acțiuni pe plan social, împreună cu Anna Netrebko, Ute-Henriette Ohoven, Heide Simonis și Karen Webb, în campania elvețiană de comunicare cu privire la cancerul de sân.